# Diecezja Guadix
Diecezja Guadix (łac. Dioecesis Guadicensis) – diecezja Kościoła rzymskokatolickiego w Hiszpanii. Należy do metropolii Grenady. Została erygowana w I wieku.

## Dekanaty diecezji
Parafie diecezji Guadix zorganizowane są w 5 następujących archiprezbiteratach:
1. archiprezbiterat Guadix,
2. archiprezbiterat Fardes-Los Montes,
3. archiprezbiterat El Marquesado,
4. archiprezbiterat Baza-Jabalcón,
5. archiprezbiterat Sagra-Huéscar.